# 旭岳温泉

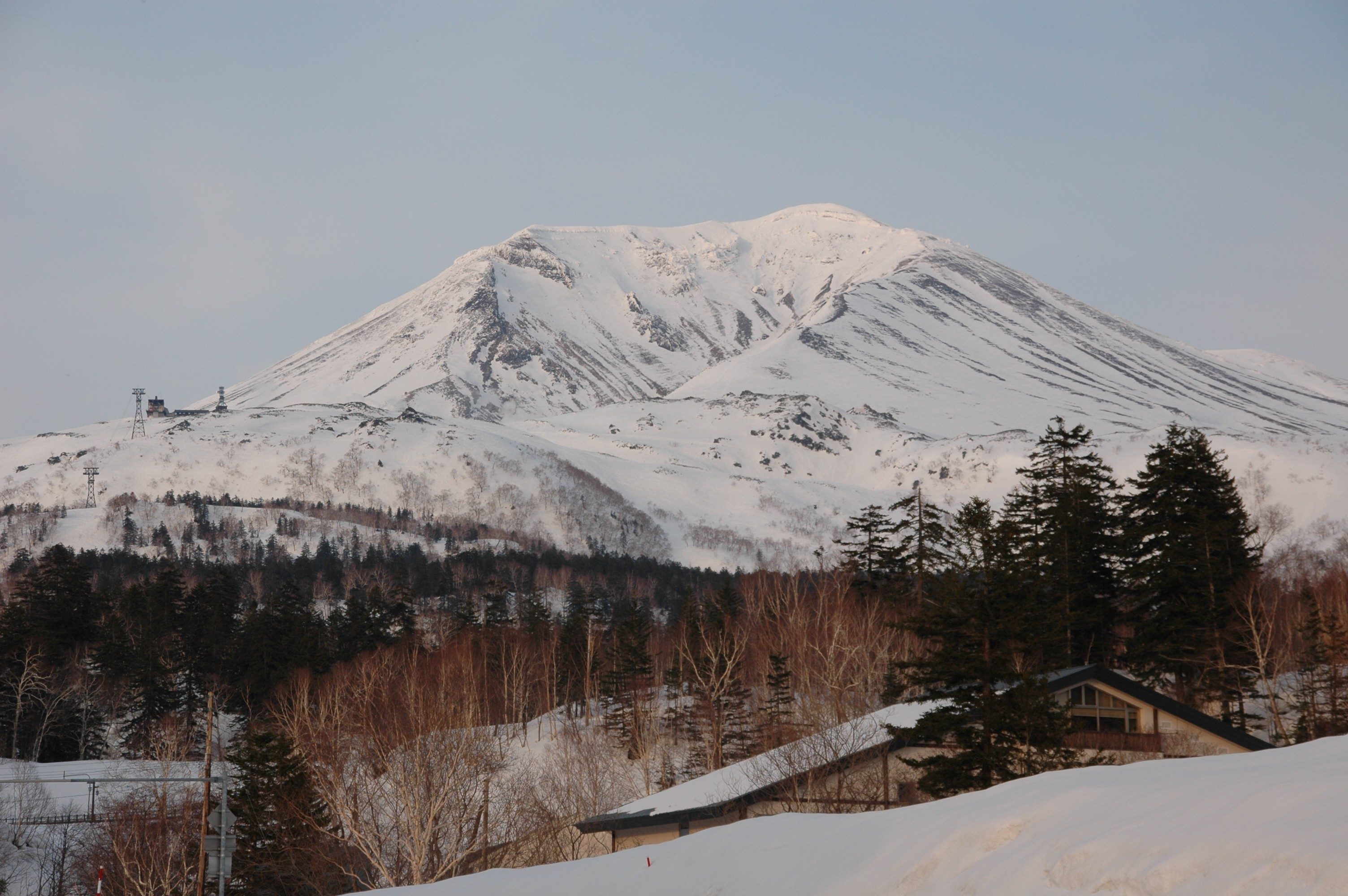
旭岳温泉から旭岳を望む。山腹左側にあるのが姿見駅 (2006年4月撮影)

旭岳温泉（あさひだけおんせん）は大雪山の主峰である旭岳の麓、北海道上川郡東川町にある温泉。大雪山の表玄関となっていて夏季は登山の拠点となる。特に高山植物の開花のシーズンと紅葉のシーズンは混雑する。冬季は、スキーの合宿地として利用される。

## 泉質
- 泉質：カルシウム・マグネシウム・ナトリウム - 硫酸塩泉ほか
  - 源泉温度 約47 - 51℃、無色透明。

## 温泉街
大雪山の西側にあり、標高1,100メートル地点にある。大雪山系の反対側（東側）にある層雲峡温泉は全国的に有名な温泉街であることに対して、旭岳側は静かでゆったりとした温泉街となっている。ホテル・民宿・ユースホステル等がロープウェー山麓駅まで道道に沿って十軒前後存在する。国立公園内でもあり歓楽色はなく、新たな宿の設置もできない環境であるものの、旭岳ロープウェイにより手軽に山頂近くにアクセスできることから人気が高まっており、宿の改築・改修が相次いでいる。宿によっては部屋の窓から旭岳が望めるところもある。宿泊者は年・時期によっては天人峡温泉と共通の温泉手形で両温泉地の中から3か所の湯めぐりができる。
旭岳温泉は裏庭にミズバショウが咲くような高原にあるが、旭岳温泉からロープウェイで登った姿見の池近辺は、気候的に日本アルプスの2,500メートル以上の高原に相当し、7月から8月には日本最大の高山植物の花畑が広がっており、登山装備が無くても高原を散歩できる。
冬は、ロープウェーで登った先の姿見駅から下へ滑り降りるスキーコース、 旭岳スキーコースがあり、日本で最も遅くまで滑降できる場所として有名。圧雪はしているがスキー場ではないためパトロールはいない。

## 歴史
- この地は、湧駒別（ゆこまんべつ、アイヌ語で「湯に向かう川」）と呼ばれており、古くから温泉の湧出が知られていたようである。
- 1914年（大正3年）、旭川在住の阿久津啓吉が温泉を発見。
- 1916年（大正5年）、同人が湯小屋を建てる。
- 1954年（昭和29年）、当地までの車道開通。
- 1967年（昭和42年）、旭岳ロープウェイが中間駅の天女ヶ原駅まで運行開始。翌年に姿見駅まで全面開業。
- 1982年（昭和57年）、勇駒別温泉から旭岳温泉に改名する。

## アクセス
路線バス
- 旭川駅前9番のりばより、旭川電気軌道「いで湯号」(旭川空港経由)に乗車。
- 通年3往復運行。

車
- 旭川市内より道道1160号線で約50km。